# Botička

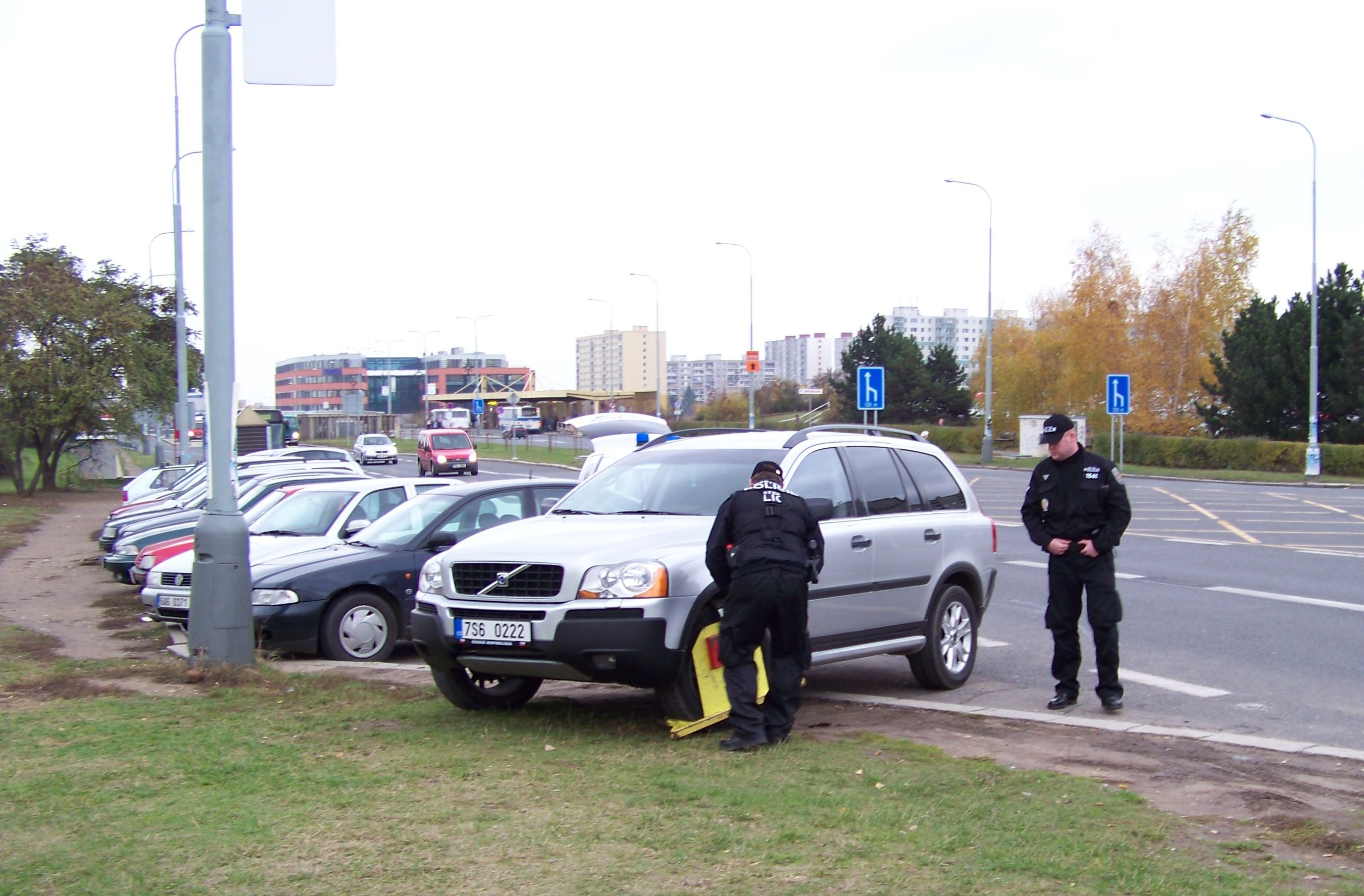
Městská policie v Praze se zabývá vozidlem, která zastavilo za okrajem parkoviště dvěma koly na trávníku u stanice metra Opatov

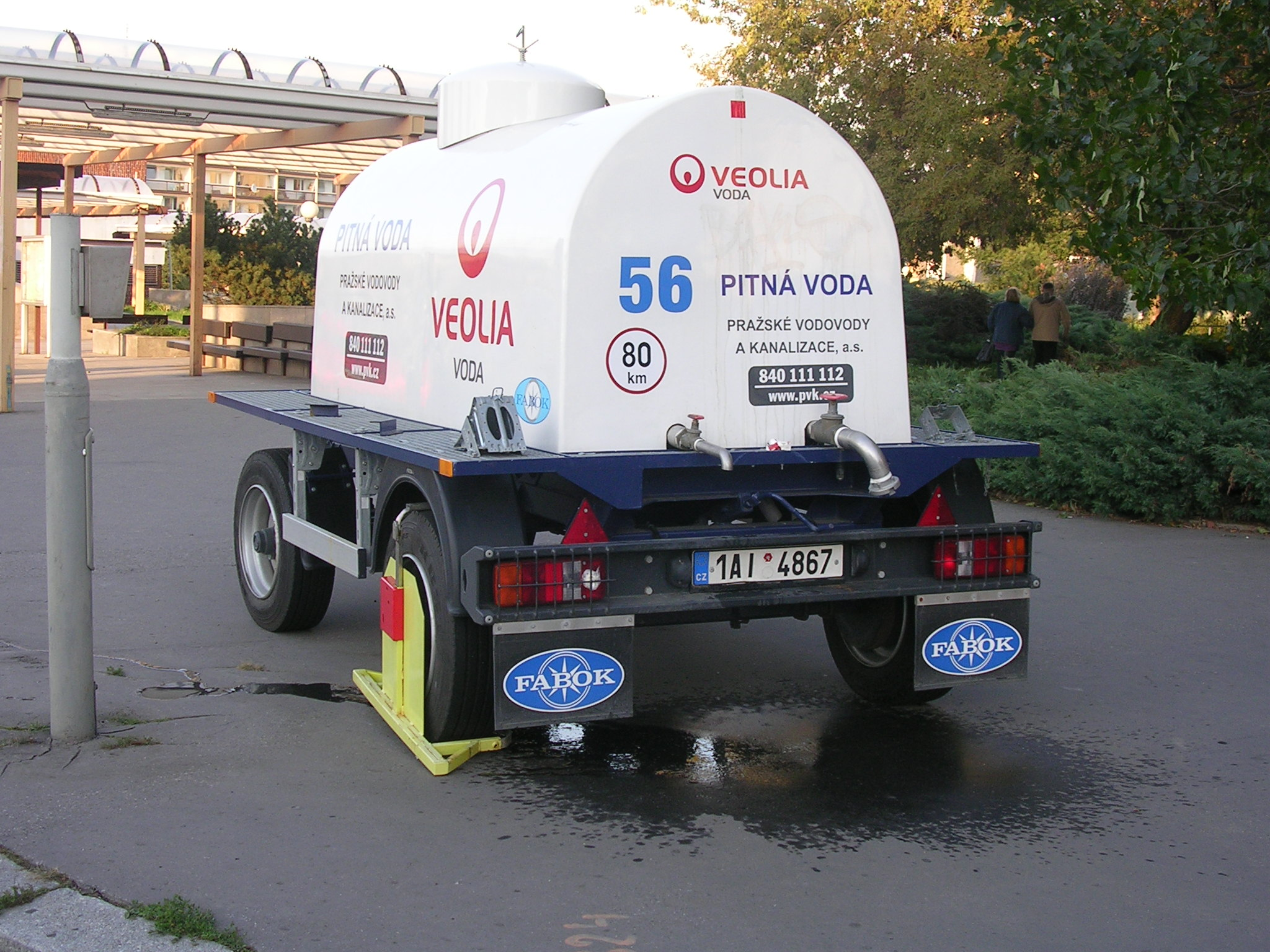
Cisternový přívěs s pitnou vodou zajištěný botičkou proti krádeži, Praha

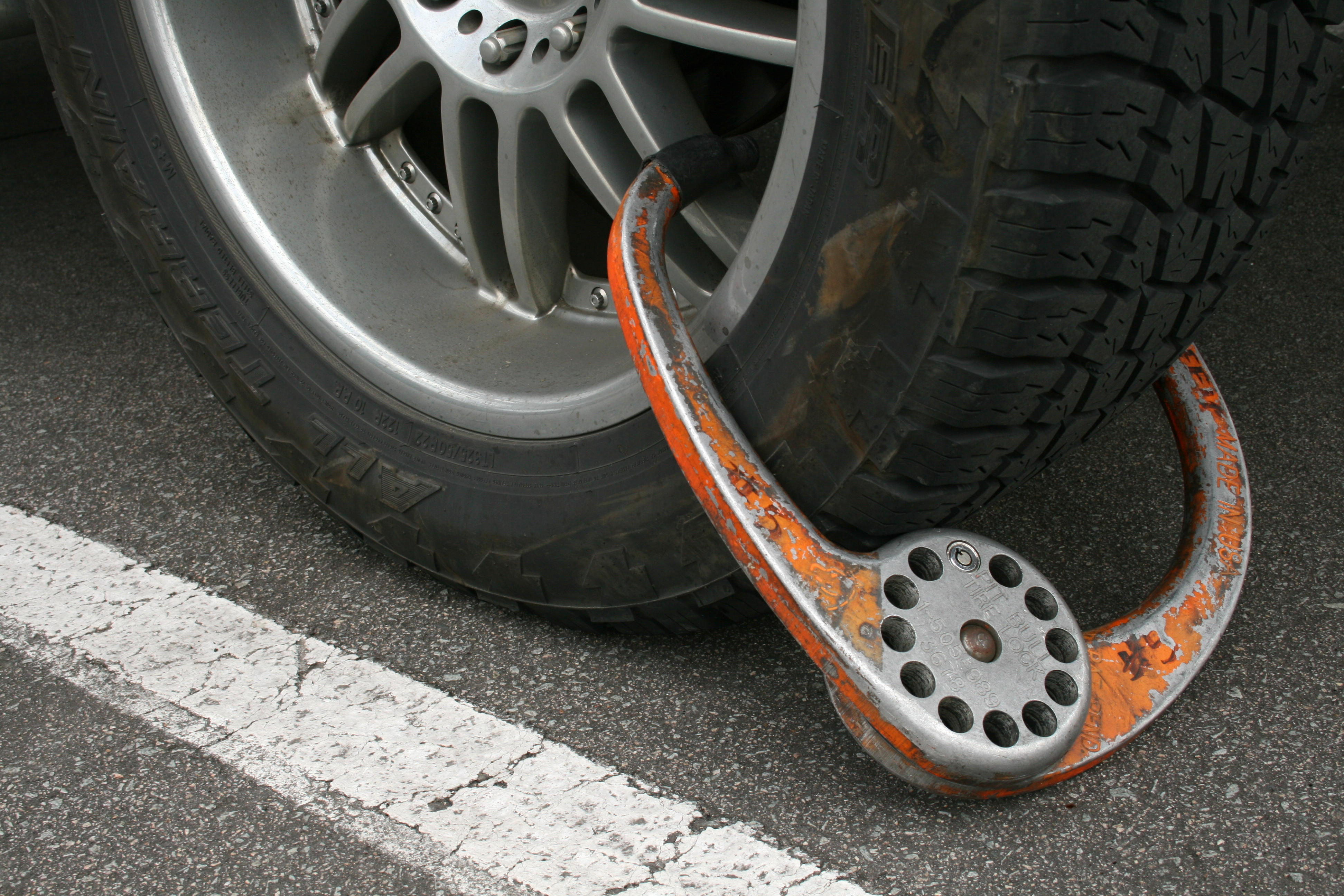
Durham, Severní Karolína, USA

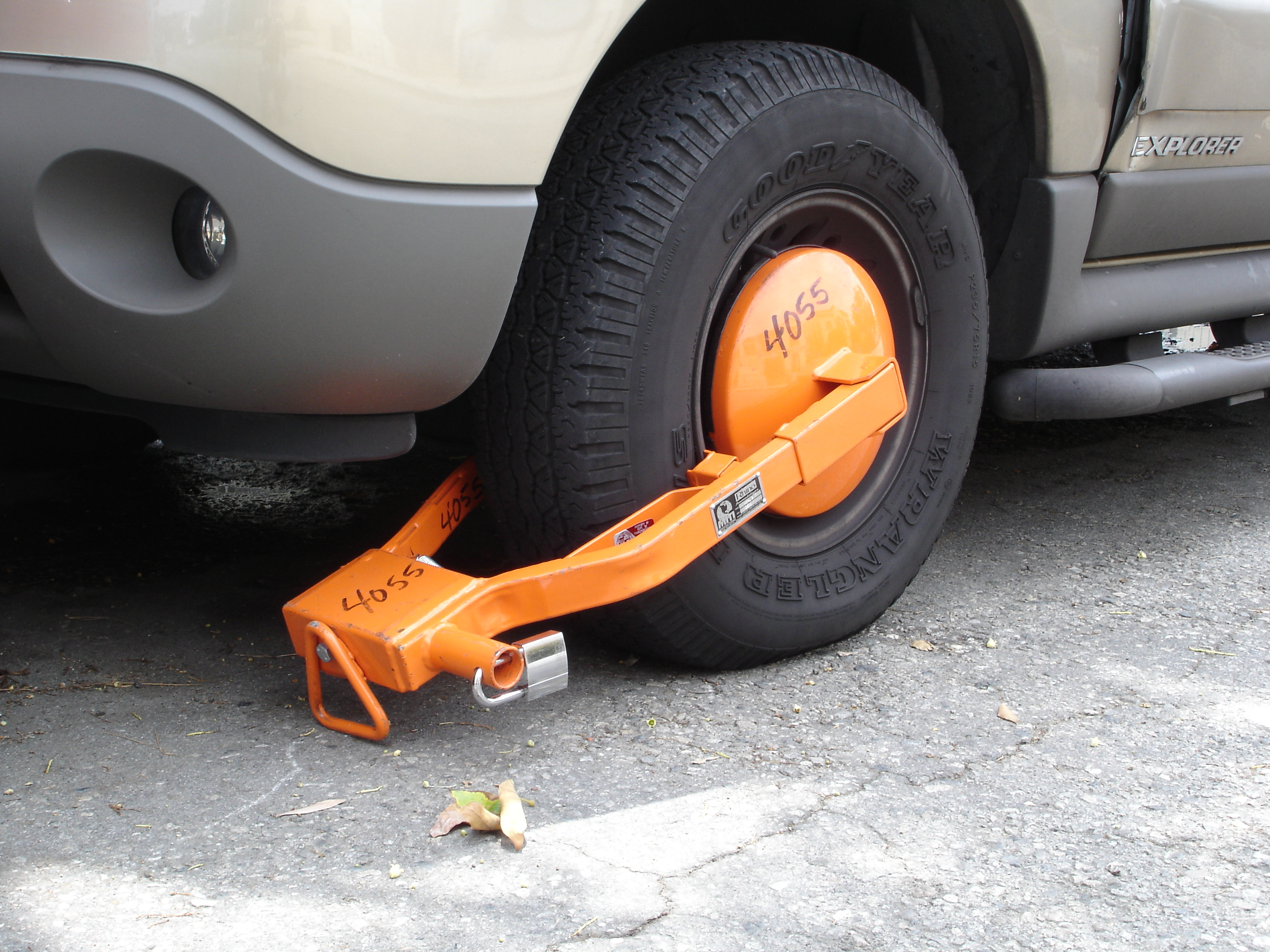
Los Angeles, Kalifornie, USA

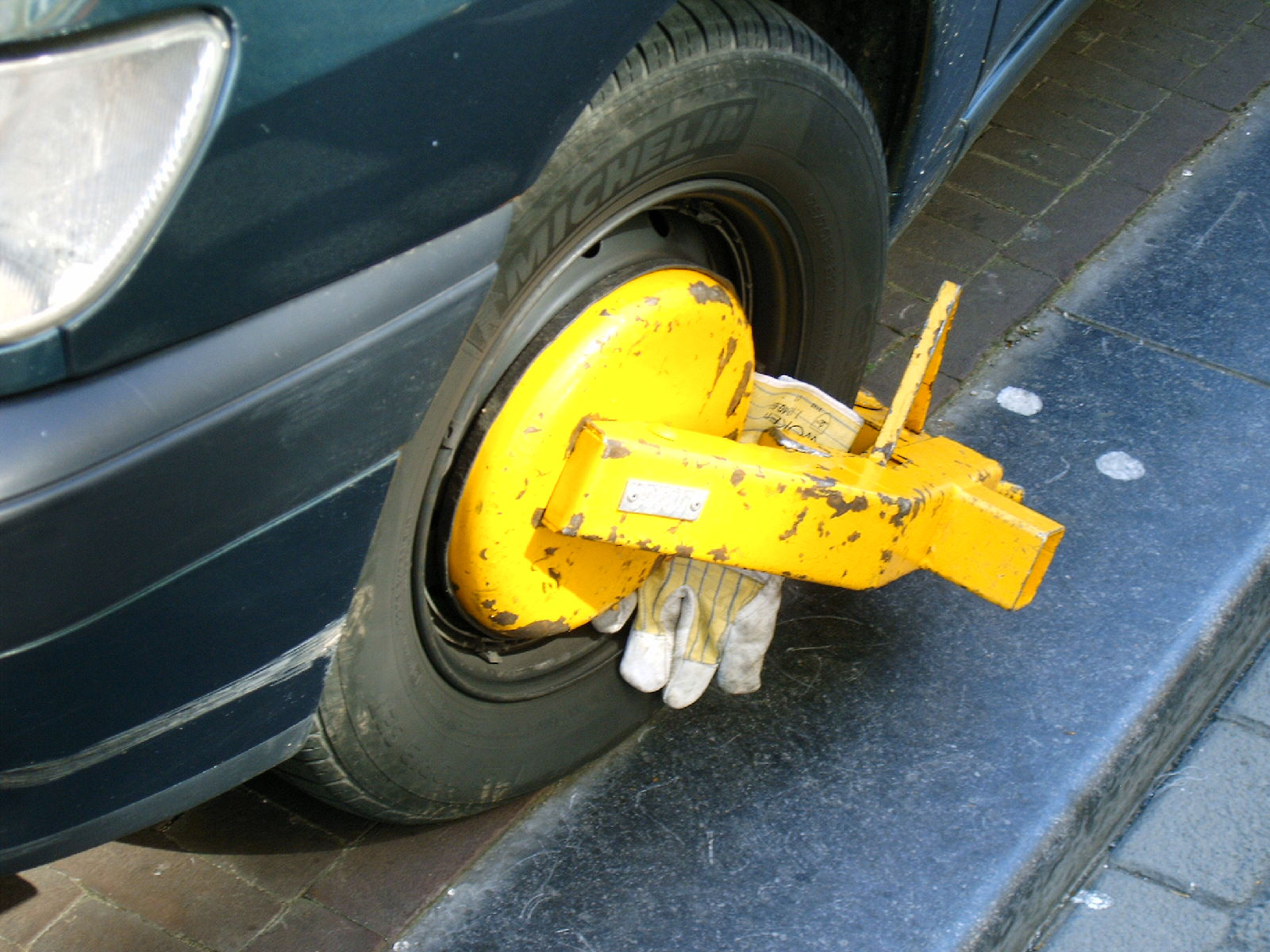
Amsterdam, Nizozemsko

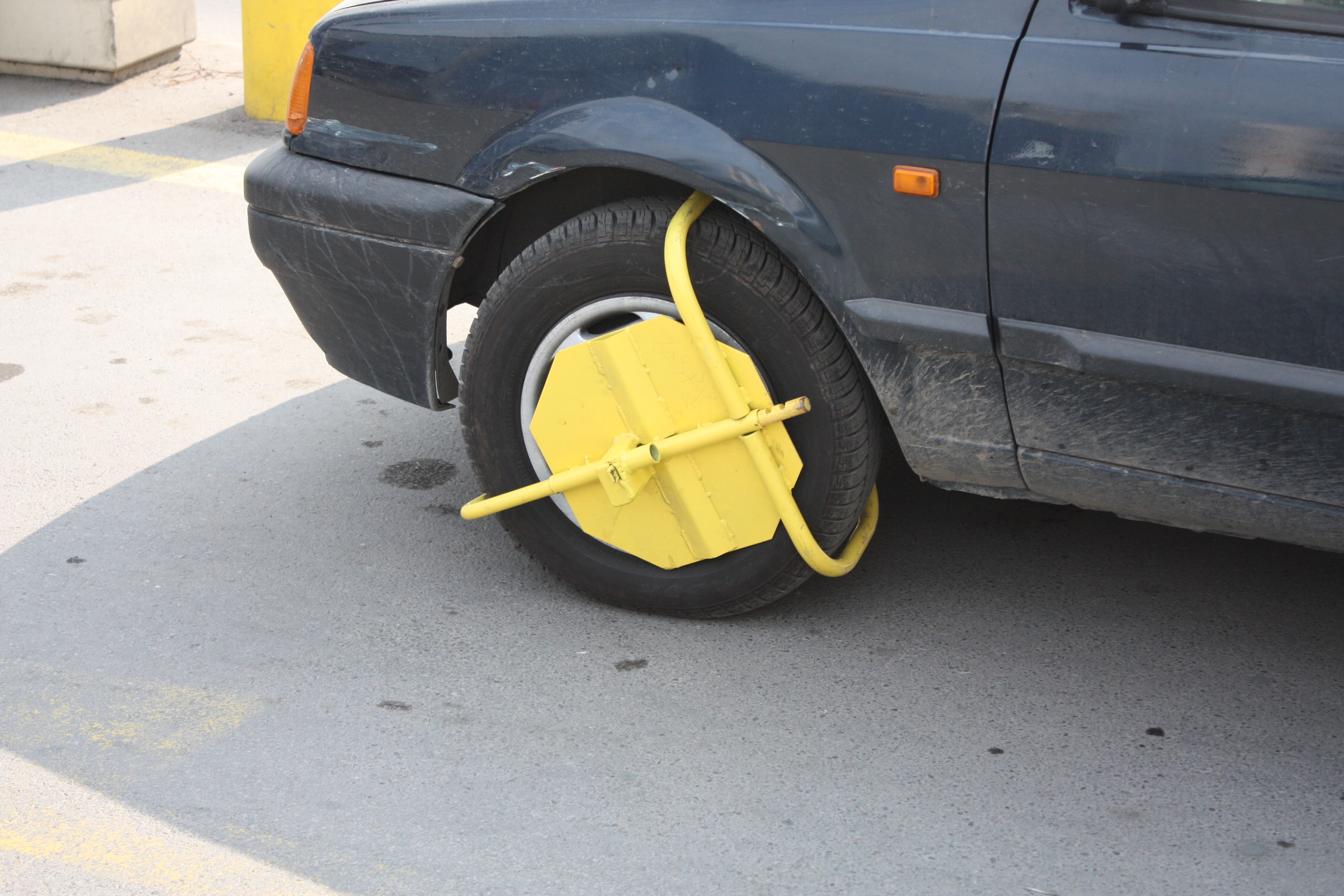
Sofie, Bulharsko

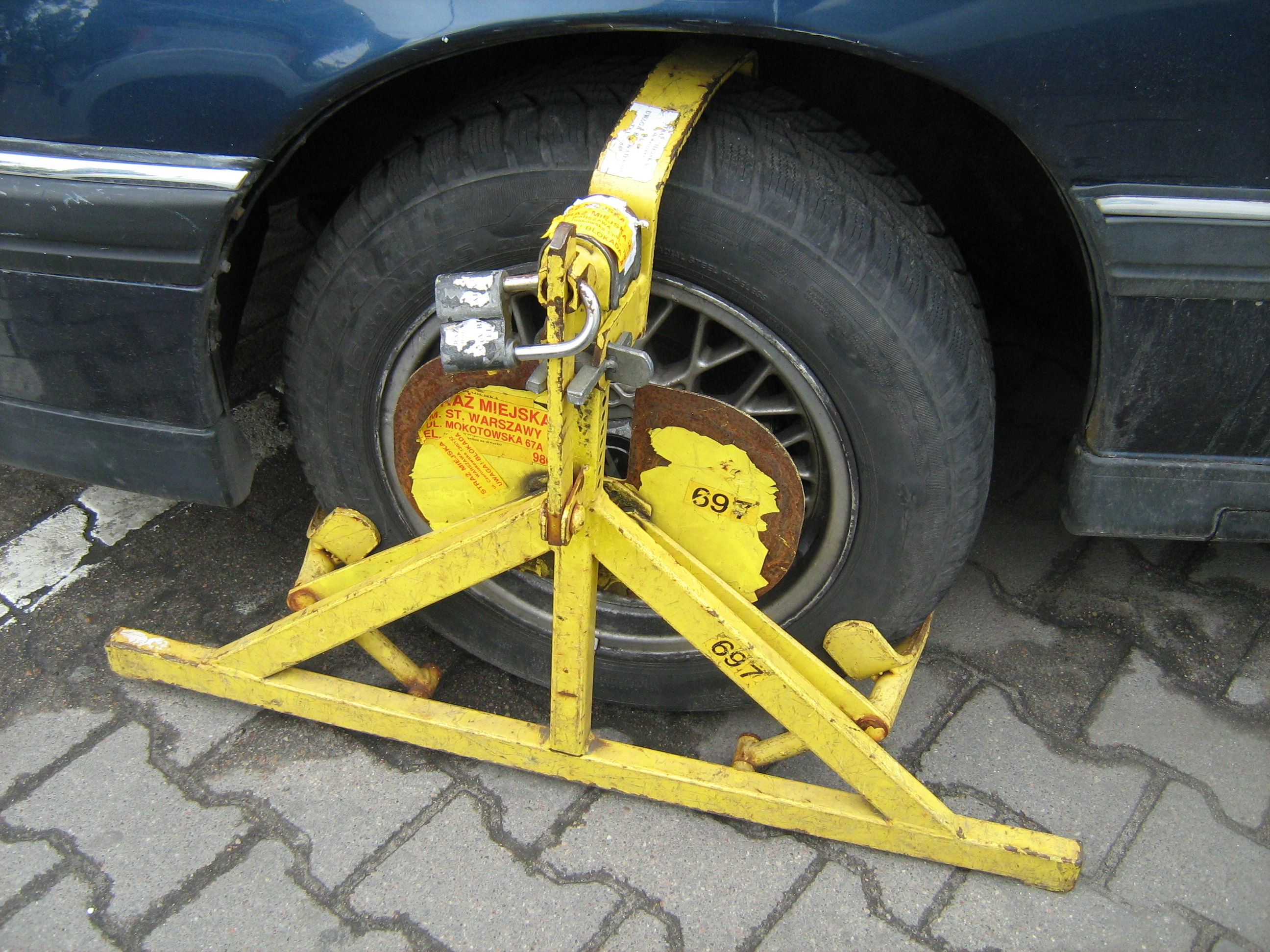
Varšava, Polsko

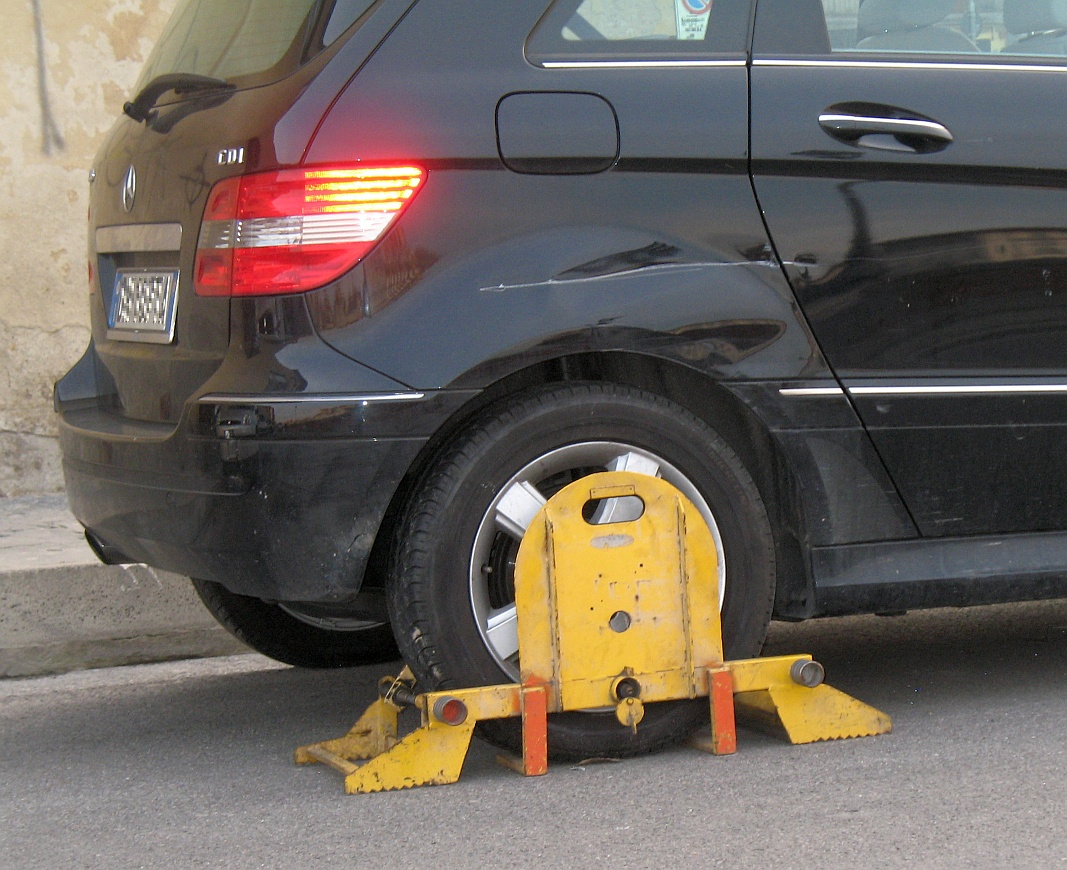
Florencie, Toskánsko, Itálie

Botička (v USA nazývaná „denverská bota“) je technické zařízení (v ČR popřípadě lze říci úřední uzávěra, dle platného právního předpisu), jehož nasazení na kolo silničního vozidla zabraňuje jeho odjezdu. Funguje na principu blokace kola jako jednoduchý nebo dvojitý zakládací klín, připevňovaný mechanismem uzamykatelného svěráku. Používají ji jak policie jako prostředek k vynucení pokuty za nesprávné parkování (její použití usnadňuje prokazování a urychluje projednání přestupku) nebo při zákroku proti osobě, jíž má být zabráněno v odjezdu, tak provozovatelé vozidel, kteří tak zajišťují odstavené vozidlo proti krádeži. Česká právní úprava ji zahrnuje pod pojem technický prostředek k zabránění odjezdu vozidla (TPZOV), od 15. června 1991 je smí používat Policie České republiky jako donucovací prostředek a od 1. března 1993 je Policie ČR i obecní policie mohou používat též v případě nesprávně parkujících vozidel.
Používání botiček jako represivního prostředku má pro řidiče či provozovatele vozidla mírnější následky než odtažení vozidla, avšak zatímco odtah odstraňuje následky přestupku a uvolňuje neoprávněně zabrané místo, znehybnění vozidla naopak prodlužuje dobu, po niž vozidlo blokuje parkovací místo nebo veřejné prostranství. Účinek tohoto opatření je tedy nanejvýš nepřímý, tj. represivní a tím odstrašující. Zároveň může být používání botiček příznakem nedostatečné důvěry veřejné moci ve standardní formu projednání přestupku. Například Liberec v roce 2010 omezil používání botiček jen na notorické neplatiče pokut, ostatní řidiči budou dostávat jen za stěrač výzvu k zaplacení pokuty.

## Historie
Automobilový imobilizér nasaditelný na kolo vynalezl v roce 1944 a nechal si patentovat v roce 1958 Frank Marugg, houslista Denverského symfonického orchestru, který měl mezi přáteli denverské politiky a policejní úředníky. Policejní útvar řešil narůstající problém, jak si vynutit dodržování pravidel pro parkování. Do té doby byla všechna nesprávně parkující auta odtahována, avšak město čelilo žalobám za poškození vozu při odtahu nebo následkem vandalizace na odstavné ploše. Policista Dan Stills přišel na to, že imobilizér by mohl předejít problémům souvisejícím s odtahováním, a obrátil se na Marugga s otázkou, jak vozidlo znehybnit, a Marugg vyvinul speciální zařízení. Název „denverská bota“ je inspirovaný tzv. oregonskou botou, speciální botou se závažím pro vězně. Denverská policie poprvé použila botičku na kolo 5. ledna 1955 a za první měsíc používání vybrala díky nim na pokutách 18 000 USD. První botičky byly ocelové, později Marugg začal využívat lehčí slitiny na bázi hliníku. Zařízení prodával též vlastníkům parkovišť, hotelů a zimních středisek, vyvinul též jumbo verzi pro zemědělské stroje a velká vozidla. Repliku první Maruggovy botičky vystavuje Smithsonian Institution ve Washingtonu.

## Právní úprava v České republice

### Historie
Použití „botiček“ pro vlastní potřebu nebo v rámci občanskoprávních vztahů zákony výslovně neupravují. V úvahu připadá například použití leasingovou nebo úvěrovou společností v případě neplnění podmínek. Použití botičky majitelem soukromého pozemku nebo účelové komunikace vůči neoprávněně užívajícímu vozidlu by mohlo být obtížně obhajitelné.
Na základě obecných oprávnění může botičku použít například exekutor na základě exekučního řádu nebo občanského soudního řádu v rámci zajištění sepsané movité věci.
Zákony podrobně a speciálně vymezují podmínky použití obecní policií nebo Policií České republiky. Tyto zákony zmiňují „technický prostředek k zabránění odjezdu vozidla“ (zkracováno na TPZOV), jímž se v dnešní praxi rozumí především botička.
V zákoně o Sboru národní bezpečnosti v § 32 zařízení mezi mírnějšími prostředky nebylo zmíněno, federální ministerstvo vnitra však bylo zmocněno obecně závazným předpisem seznam rozšířit. Používání technických prostředků k zabránění odjezdu vozidla bylo okrajově zmíněno v seznamu donucovacích prostředků v seznamu donucovacích prostředků v § 38 odst. 1 písm. g) zákona ČNR č. 283/1991 Sb., o Policii České republiky, účinného od 15. července 1991. Nový § 22a upravující podmínky použití botičky v případě nesprávného parkování byl do zákona o Policii ČR vložen novelou přestupkového zákona č. 67/1993 Sb., s účinností od 1. března 1993. Nový zákon o Policii České republiky, 273/2008 Sb., obsahuje úpravu týkající se použití v případě nesprávného parkování v § 36, v jiné části zákona je upraveno použití jako donucovacího prostředku.
Původní zákon č. 553/1991 Sb., o obecní policii, nezmiňoval TPZOV ani mezi donucovacími prostředky. Nově vložený § 17a a právní úprava botiček se poprvé do zákona dostaly novelou 67/1993 Sb., účinnou od 1. března 1993, a současně bylo umožněno i použití botiček jako donucovacího prostředku. Úplné sjednocení podmínek pro obecní policie s Policií ČR při použití v případě nesprávného parkování přinesla novela 274/2008 Sb. s účinností od 1. ledna 2010.

### Nesprávné parkování
Strážník nebo policista obvykle současně s umístěním botičky vylepí na okno vozidla leták se stručnou informací, proč bylo zařízení instalováno a kam se řidič či provozovatel může obrátit se žádostí o odstranění.
Obecní (městská) policie i Policie České republiky může botičku použít, pokud jsou nepřetržitě zajištěny podmínky pro bezodkladné sejmutí a pokud nalezne vozidlo neoprávněně stojící na některém z míst stanovených zákonem a řidič se v blízkosti vozidla nezdržuje. Toto oprávnění se vztahuje na
- místo, kde je zakázáno stání nebo zastavení (bez ohledu na to, zda místní nebo obecnou úpravou provozu)
- místo, kam je zakázán vjezd místní nebo přechodnou úpravou provozu
- chodník, kde stání vozidla není povoleno
- veřejné prostranství, je-li vozidlem neoprávněně zabráno

Použití zařízení je zakázáno,
- tvoří-li vozidlo překážku provozu na pozemních komunikacích
- je-li viditelně označeno jako vozidlo ozbrojených sil, ozbrojených bezpečnostních sborů, požární ochrany, vozidlo určené k poskytování zdravotnických služeb, vozidlo invalidy nebo jako vozidlo osoby požívající výsad a imunit podle zákona nebo závazných mezinárodních smluv.

Zařízení musí být odstraněno neprodleně po projednání přestupku v blokovém řízení, po zjištění totožnosti osoby, která vozidlo na místě ponechala, po provedení úkonů nezbytných ke zjištění totožnosti takové osoby nebo po uhrazení nákladů provozovatelem. Kromě toho, že řidiči je zpravidla udělena pokuta za přestupek, pokud je řidič v přestupkovém řízení prokázán, musí řidič (a není-li zjištěn, pak provozovatel vozidla) uhradit také tzv. náklady za přiložení a odstranění zařízení. V případě neoprávněného použití botičky musí být uhrazené náklady vráceny. Pokud nikdo nepožádá o odstranění zařízení do 30 dnů od jeho přiložení, smí vlastník komunikace vozidlo po dohodě s obecní policií na náklady provozovatele vozidla odstranit. Poplatek (náklady) za umístění a odstranění botičky obvykle činí několik set korun, v některých obcích je cena regulovaná nařízením obce.
Podle § 18 odst. 1 písm. h) zákona č. 553/1991 Sb., o obecní policii, patří technické zařízení k zabránění odjezdu vozidla mezi donucovací prostředky, podle § 17a odst. 7 se však na jeho použití v případě nesprávně parkujícího vozidla nevztahují ustanovení o donucovacích prostředcích. Obdobně tyto dva účely použití rozlišuje i zákon o Policii ČR.
Nasazením zařízení policie nepřebírá vozidlo do úschovy, tj. nepřebírá na sebe odpovědnost za zajištění vozidla proti krádeži či poškození.

### Zabránění útěku
Podle § 18 odst. 3 zákona č. 553/1991 Sb. může strážník použít technický prostředek také k zabránění odjezdu vozidla v rámci zákroku proti osobě, jejíž osobní svoboda má být omezena, lze-li předpokládat, že se tato osoba pokusí vozidlo použít k útěku – na toto použití se plně vztahují ustanovení o donucovacích prostředcích a nevztahují se na ně ustanovení o použití „botiček“ za nesprávné parkování. Postup Policie ČR upravuje obdobně § 55 zákona č. 273/2008 Sb., kde je o prostředcích k zabránění odjezdu pojednáno společně s prostředky k násilnému zastavení vozidla, například zastavovacích pásů.

### Zabránění v jízdě
Některé speciální případy použití uvádí § 118a zákona č. 361/2000 Sb., o silničním provozu. Tento paragraf byl do zákona vložen velkou novelou č. 411/2005 Sb., účinnou od 1. července 2006. Policista může přikázat odstavení vozidla a zajistit jeho zablokování nebo odtažení, pokud
- řidič je podezřelý, že bezprostředně předtím zavinil dopravní nehodu, při které došlo k usmrcení nebo těžké újmě na zdraví,
- řidič ujel z místa dopravní nehody, na které měl bezprostředně předtím účast a kterou byl povinen oznámit policii,
- řidič řídil motorové vozidlo pod vlivem alkoholu nebo jiné návykové látky nebo se odmítl na výzvu policisty podrobit dechové zkoušce hladiny alkoholu nebo lékařskému vyšetření v případě pozitivního výsledku dechové zkoušky nebo ke zjištění jiné návykové látky; obdobné ustanovení se vztahuje i na případ, kdy se týká učitele autoškoly
- řidič řídil motorové vozidlo, aniž by byl držitelem řidičského oprávnění příslušné skupiny nebo podskupiny,
- řidič řídil motorové vozidlo, přestože mu byl uložen trest nebo sankce zákazu řízení motorových vozidel,
- řidič je podezřelý ze spáchání přestupku proti bezpečnosti a plynulosti provozu na pozemních komunikacích a je důvodné podezření, že se bude vyhýbat přestupkovému řízení a nesložil kauci jako záruku, že se dostaví ke správnímu orgánu k projednání přestupku.
- je důvodné podezření, že vozidlo bylo odcizeno
- vozidlo je technicky nezpůsobilé k provozu tak závažným způsobem, že bezprostředně ohrožuje ostatní účastníky provozu
- vozidlo nebo náklad svými parametry (rozměry, hmotnost) překračují přípustné hodnoty

Strážník obecní policie v těchto případech musí přivolat policistu a řidič vozidla je povinen vyčkat jeho příjezdu.
Policie uvolní vozidlo, jakmile pominuly důvody zabránění v jízdě. Pokud důvod byl na straně řidiče, může v jízdě pokračovat jiný, způsobilý řidič. Prostředek k zabránění odjezdu nesmí být použit, pokud by vozidlo tvořilo překážku provozu.

### Právní povaha pokynu strážníka nebo policisty
Zásah strážníka nebo policisty spočívající v umístění „botičky“, resp. udělení pokynu k jejímu umístění nebo k odtahu vozidla, obvykle soudy nehodnotí jako rozhodnutí správního orgánu, proti němuž by se bylo možné odvolat, ale jako „zásah správního orgánu, který není rozhodnutím“. Opravné prostředky proti takovým zásahům správních orgánů vymezuje § 82 soudního řádu správního (150/2002 Sb.). Ochrany se lze domáhat žalobou u soudu, pokud zásah nebo jeho důsledky trvají nebo pokud hrozí opakování zásahu.

### Neoprávněné odstranění
Policie obvykle postiženého řidiče informuje, že poškození nebo neoprávněné odstranění zařízení (úřední uzávěry) je trestným činem. Přesná právní kvalifikace však není jednotná, může jít o poškozování cizí věci či krádež, sporná může být kvalifikace jako maření výkonu úředního rozhodnutí podle § 337 trestního zákona 40/2009 Sb. (umístění botičky není správním rozhodnutím). V některých případech je hodnoceno vzhledem k hodnotě jen jako přestupek.
V Egyptě bylo neoprávněné odstranění nebo poškození botičky zařazeno mezi vysoce nebezpečné přestupky s pokutou 200–1000 EGP a hrozbou vězení až na 6 měsíců novelou zákona č. 66/1973 s účinností od 1. srpna 2008.